# 발레뒤방다마주

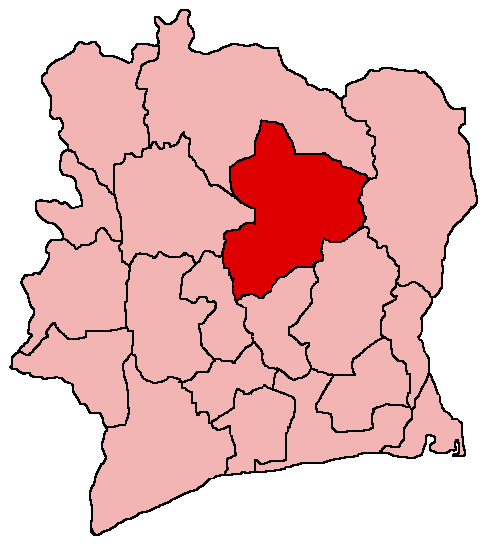
발레뒤반다마주

발레뒤방다마주(프랑스어: Vallée du Bandama)는 코트디부아르에 존재했던 행정 구역이다. 주도는 부아케이며 면적은 28,530km2, 인구는 1,335,500명(2002년 기준)이었다. 5개의 하위 행정 구역(베우미, 부아케, 다바칼라, 카티올라, 사카수)을 관할했다.